# Пирятинский мясокомбинат
Пирятинский мясокомбинат (укр. Пирятінський м'ясокомбінат) — предприятие пищевой промышленности в городе Пирятин Полтавской области.

## История
Пирятинский мясокомбинат был построен до начала Великой Отечественной войны и пострадал в ходе боевых действий и немецкой оккупации города (18 сентября 1941 - 18 сентября 1943), но в дальнейшем был восстановлен.
В целом, в советское время комбинат входил в число крупнейших предприятий города
В мае 1995 года Кабинет министров Украины утвердил решение о приватизации мясокомбината. В дальнейшем, государственное предприятие было преобразовано в открытое акционерное общество.
По состоянию на начало 2008 года комбинат специализировался на производстве колбасных изделий и производил 38 видов колбас, а также мясо, субпродукты, животные жиры, шкурное сырьё и технологическое сырьё.
В 2008 году предприятие было захвачено в результате рейдерской атаки и сменило собственников.